# Thomas T. Thomas
Thomas Thurston Thomas (ur. 1948 w Summit) – amerykański pisarz s-f. Publikuje jako Thomas T. Thomas, oraz Thomas Wren.

## Życiorys
Ojciec był inżynierem który w laboratoriach Bella pracował nad radarem, następnie nad paliwem nuklearnym, w późniejszych czasach zaś w ogólnie rozumianej elektronice. Matka była architektem krajobrazu. Thomas studiował na Uniwersytecie Stanowym w Pensylwanii, gdzie uzyskał licencjat z literatury angielskiej.
Po koledżu pracował w dwóch wydawnictwach. Jeden z autorów tam publikujących przedstawił mu Irene, bibliotekarkę rzadkich książek i manuskryptów, która została potem żoną Thomasa.